# Gnamptogenys major
Gnamptogenys major é uma espécie de formiga do gênero Gnamptogenys.